# Туташево
Туташево — деревня в Можгинском районе Удмуртии, в составе муниципального образования «Большекибьинское».

## География
Расположена на реке Сарсак (левом притоке Чажа), в 36 км к юго-востоку от Можги.
Транспорт
Деревня Туташево связана грунтовыми и шоссейными дорогами с соседними населёнными пунктами. Расстояние до районного центра города Можга — 38 км, до центра сельского поселения села Большая Кибья — 6 км.

## Население
| 2008 | 2010 | 2012 |
| ---- | ---- | ---- |
| 187  | ↘155 | ↗158 |

## Улицы
- Улица Ленина
- Советская улица
- Заречная улица
- Нагорная улица
- Школьная улица
- Садовая улица
- Октябрьская улица

## Инфраструктура
- Библиотека
- Школа
- Фельдшерский акушерский пункт
- СХП ООО «Туташево»